# Galicia Ceibe-OLN
Galicia Ceibe-OLN (GC-OLN) fou una organització independentista d'esquerra impulsada pel Partido Galego do Proletariado (PGP) el 1980 com al seu front d'actuació política. Després de la dissolució del PGP el 1981, GC-OLN va ocupar el seu espai polític i va exigir la independència plena per a Galícia sense excloure la lluita armada. El 1982 va ser una de les forces que originaren el Bloc Nacionalista Gallec (BNG) però el van deixar als pocs mesos per diferències en l'estratègia electoral a seguir.
A les eleccions de 1983 formà junt al Partit Comunista Obrer Espanyol (PCOE) i independents les Candidaturas de Unidade Popular. Davant els mals resultats assolits, Xosé Luís Méndez Ferrín proposà a final d'any a la VI Assemblea Nacional l'autodissolució de l'organització, cosa rebutjada per la majoria. En aquella Assemblea es decidí canviar el nom a Galiza Ceive-OLN i adoptar una ortografia reintegracionista. Antón Arias Curto en fou un dirigent destacat. L'organització donà suport ideològic a l'Exército Guerrilheiro do Povo Galego Ceive i a Loita Armada Revolucionaria.
El juliol de 1988 junt al Partido Comunista de Liberación Nacional, escissió d'Unión do Povo Galego (UPG) formà el Fronte Popular Galega, integrada per un altre grup que formava part de FPG procedent del Partido Comunista de Liberación Nacional (PCLN), els Grupos Independentistas Galegos format per universitaris d'USC. Però el 1989 Galiza Ceive-OLN decidí deixar l'organització per diferències d'estratègia d'organització, va autodissoldre i va formar l'Assembleia do Povo Unido.